# Israels nationalbibliotek
31°46′33.01″N 35°11′48.58″Ø / 31.7758361°N 35.1968278°Ø
Israels nationalbibliotek (NLI, hebraisk: הספרייה הלאומית; tidligere: Det Jødiske National-og Universitetsbibliotek – JNUL, hebraisk: בית הספרים הלאומי והאוניברסיטאי).
Biblioteket ligger på Givat Ram-campusområdet ved Det hebraiske universitet i Jerusalem og ejer fem millioner bind med verdens største samlinger af hebraica og judaica og med mange sjældne og enestående manuskripter, bøger og kulturgenstande.

## Eksterne links
- Wikimedia Commons har flere filer relateret til Israels nationalbibliotek
- Officiel hjemmeside

| Bogstak | Spire Denne biblioteksrelaterede artikel er en spire som bør udbygges. Du er velkommen til at hjælpe Wikipedia ved at udvide den. |